# Drużynowe Mistrzostwa Świata na Żużlu 1964
Drużynowe Mistrzostwa Świata na Żużlu 1964 – 5. edycja drużynowych mistrzostw świata na żużlu. Zawody finałowe odbyły się 23 sierpnia 1964 roku w zachodnioniemieckim Abensbergu.
Tytułu mistrzowskiego, wywalczonego w 1963 roku w Wiedniu, broniła reprezentacja Szwecji.

## Eliminacje

### Runda kontynentalna

#### Pierwszy półfinał
- 24 maja 1964 r. (niedziela),  Kraków
- Awans do finału kontynentalnego: 2 - Polska i Czechosłowacja

| Miejsce | Kraje          | Suma | Zawodnicy                                                                               | Pkt.           | Pkt bieg. |
| ------- | -------------- | ---- | --------------------------------------------------------------------------------------- | -------------- | --------- |
| 1       | Polska         | 45   | Andrzej Wyglenda Andrzej Pogorzelski Zbigniew Podlecki Marian Kaiser rez. Edmund Migoś  | 12 12 11 10 ns | b.d       |
| 2       | Czechosłowacja | 33   | Stanislav Kubíček Antonín Kasper Karel Průša Jaroslav Volf rez. František Ledecký       | 9 8 ns         | b.d.      |
| 3       | RFN            | 14   | Manfred Poschenrieder Alfred Aberl Alois Frach Otto Lantenhammer rez. Sebastian Wiesent | 6 3 2 ns       | b.d.      |
| 4       | Austria        | 4    | Kurt Schwingenschlögl Günther Walla Ludwig Löscher Ernst Glassner brak zawodnika        | 2 1 0 -        | b.d       |

#### Drugi półfinał
- 24 maja 1964 r. (niedziela),  Jagodina
- Awans do finału kontynentalnego: 2 - Związek Radziecki i Bułgaria

| Miejsce | Kraje             | Suma | Zawodnicy                                                                       | Pkt.      | Pkt bieg. |
| ------- | ----------------- | ---- | ------------------------------------------------------------------------------- | --------- | --------- |
| 1       | Związek Radziecki | 48   | Igor Plechanow Boris Samorodow Giennadij Kurilenko Witalij Szyło brak zawodnika | 12 12 -   | b.d       |
| 2       | Bułgaria          | 24   | Miłko Pejkow Gawrił Macew Simeon Łukanow Krasimir Sokołow brak zawodnika        | 8 8 4 -   | b.d       |
| 3       | Jugosławia        | 12   | Slobodan Džudović Valentin Medved Drago Perko Drago Regvard brak zawodnika      | 5 3 2 -   | b.d       |
| 4       | NRD               | 12   | Günther Schelenz Jochen Dinse Peter Hehlert Jürgen Hehlert brak zawodnika       | 5 5 2 0 - | b.d       |

#### Finał
- 26 lipca 1964 r. (niedziela),  Lwów
- Awans do Finału Światowego: 2 - Związek Radziecki i Polska
- Reprezentacja bułgarska wycofała się. Zastąpiła ją Jugosławia.

| Miejsce | Kraje             | Suma | Zawodnicy                                                                                   | Pkt.         | Pkt bieg. |
| ------- | ----------------- | ---- | ------------------------------------------------------------------------------------------- | ------------ | --------- |
| 1       | Związek Radziecki | 37   | Igor Plechanow Boris Samorodow Giennadij Kurilenko Jurij Czekranow rez. Gabdrachman Kadyrow | 12 11 8 6 ns | b.d       |
| 2       | Polska            | 34   | Andrzej Wyglenda Andrzej Pogorzelski Zbigniew Podlecki Marian Kaiser rez. Antoni Woryna     | 10 9 4 2     | b.d       |
| 3       | Czechosłowacja    | 23   | Antonín Kasper Stanislav Kubíček Jaroslav Volf Pavel Mares rez. František Ledecký           | 8 5 3 2      | b.d       |
| 4       | Jugosławia        | 2    | Franc Babič Valentin Medved Drago Perko Drago Regvard rez. Ivan Molan                       | 1 1 0 ns     | b.d       |

### Runda skandynawska
- 7 czerwca 1964 r. (niedziela),  Hillerød
- Awans do Finału Światowego: 1 - Szwecja

| Miejsce | Kraje     | Suma | Zawodnicy                                                                          | Pkt.       | Pkt bieg. |
| ------- | --------- | ---- | ---------------------------------------------------------------------------------- | ---------- | --------- |
| 1       | Szwecja   | 44   | Björn Knutsson Göte Nordin Rune Sörmander Per Tage Svensson rez. Per Olaf Söderman | 12 12 6 2  | b.d       |
| 2       | Dania     | 27   | Kurt W. Pedersen Paul Vissing John S. Andersen Hans P. Boysen rez. Ole Kläbel      | 9 7 6 5 ns | b.d       |
| 3       | Finlandia | 15   | Kalevi Lahtinen Ilkka Helminen Matti Olin Taisto Mattila rez. Veikko Metsähuone    | 7 5 3 0 ns | b.d       |
| 4       | Norwegia  | 10   | Reidar Eide Per Aulie Cato Agnor Jonny Faafeng rez. Henry Harrfeldt                | 5 3 1 ns   | b.d       |

### Runda brytyjska
Wielka Brytania automatycznie w finale.

## Finał światowy
- 23 sierpnia 1964 r. (niedziela),  Abensberg

| Miejsce | Kraje             | Suma | Zawodnicy                                                                               | Pkt.        | Pkt bieg. |
| ------- | ----------------- | ---- | --------------------------------------------------------------------------------------- | ----------- | --------- |
| 1       | Szwecja           | 34   | Björn Knutsson Göte Nordin Rune Sörmander Ove Fundin rez. Sören Sjösten                 | 11 10 7 6 0 | b.d.      |
| 2       | Związek Radziecki | 25   | Giennadij Kurilenko Igor Plechanow Jurij Czekranow Boris Samorodow rez. Wiktor Trofimow | 8 8 6 3 ns  | b.d.      |
| 3       | Wielka Brytania   | 21   | Barry Briggs Ken McKinlay Nigel Boocock Ron How rez. Brian Brett                        | 9 7 3 2 0   | b.d.      |
| 4       | Polska            | 16   | Andrzej Wyglenda Zbigniew Podlecki Andrzej Pogorzelski Marian Kaiser rez. Marian Rose   | 8 3 0 2     | b.d.      |

## Tabela końcowa
| Miejsce | Kraj              |
| 1       | Szwecja           |
| 2       | Związek Radziecki |
| 3       | Wielka Brytania   |
| 4       | Polska            |
| 5       | Czechosłowacja    |
|         | Dania             |
| 7       | Finlandia         |
|         | Jugosławia        |
| 9       | Norwegia          |
| 10      | Bułgaria          |
| 11      | RFN               |
| ns      | Austria           |
|         | NRD               |